# Калмазівське
Калмазівське — заповідне урочище місцевого значення. Об'єкт розташований на території Вільшанського району Кіровоградської області, поблизу с. Калмазове.
Площа — 10 га, статус отриманий у 1994 році.